# Stickney (Dakota del Sud)
Stickney è un comune (town) degli Stati Uniti d'America della contea di Aurora nello Stato del Dakota del Sud. La popolazione era di 284 persone al censimento del 2010.

## Geografia fisica
Secondo lo United States Census Bureau, ha un'area totale di 0,27 miglia quadrate (0,70 km²).

## Storia
La città prende il nome da J.B. Stickney, un funzionario della Milwaukee Railroad. La città è stata pianificata e incorporata nel 1905 ed era stato istituito un ufficio postale il 17 novembre 1905.

## Società

### Evoluzione demografica
Secondo il censimento del 2010, c'erano 284 persone.

### Etnie e minoranze straniere
Secondo il censimento del 2010, la composizione etnica della città era formata dal 98,9% di bianchi e l'1,1% di asiatici. Ispanici o latinos di qualunque razza erano lo 0,4% della popolazione.